# 少年時代 (韓國電視劇)
《少年時代》（：／），為韓國OTT平台Coupang Play於2023年11月24日至12月22日上線公開的原創韓國劇集，由《熱血祭司》李明佑導演執導，電影《老年化家族》金載桓編劇執筆。故事背景在1989年的忠清南道，講述原在食物鏈最底層的懦弱高中生，轉學到強者生存的「扶餘農高」後所展開的人生翻轉記。
臺灣由龍華電視購入版權，在線上OTT的friDay影音、愛奇藝國際站、MyVideo、Line TV、LiTV 線上影視、中華電信MOD、Hami Video、KKTV播出；香港則由myTV SUPER播出。
2025年6月20日Coupang Play宣布確定製作第二季，由第一季的李明佑導演繼續執導，將在海邊水產高中展開新故事，以2026上半年拍攝爲目標進行準備。

## 演員陣容

### 主要人物[11]
| 演員                    | 角色   | 介紹 |
| 任時完 （童年：鄭珉俊） | 張秉泰 | 外號「傻泰」，以不挨打為人生第一目標的孤獨高中生。卻在轉學到扶餘農高的第一天被誤會為牙山白虎…於是，一夜之間，他從溫陽懦夫變成扶餘老大。 |
| 李先彬                  | 朴智英 | 就讀泗沘女高。地方上著名的鬥士，為了自身幸福與弱者就會使用暴力，綽號為「黑蜘蛛」。                                                      |
| 李施優                  | 鄭景泰 | 傳說曾經以1比17打贏對方、用拳頭征服學校的「牙山白虎」。轉學至扶餘農高，將與秉泰站在對立面。                                             |
| 姜惠元                  | 姜善花 | 就讀扶餘女商。號稱扶餘的蘇菲·瑪索，是撼動所有男學生心靈的校花。                                                                         |

### 扶餘農高
| 演員   | 角色   | 介紹 |
| 李尚津 | 趙浩錫 | 扶餘農高的懦夫代表，也是唯一目睹秉泰真實面貌的人物，與秉泰同班。雖然一開始也看秉泰不順眼，但不知不覺間和他成為摰友。 |
| 金政振 | 楊鐵弘 | 身爲扶餘農高幫的頭頭，夢想著可以輔佐傳說中的「牙山白虎」來統一扶餘，但卻誤認是轉學來的秉泰，讓所有人也一起誤會了。   |
| 徐東奎 | 劉承虎 | 扶餘農高幫，外號「白馬江無賴」，擁有一頭飄揚的長髮，但像毒蛇般的狡猾。                                               |
| 金允培 | 尹英豪 | 扶餘農高幫，身手敏捷，外號「強尼尹」，與秉泰同班。                                                                   |
| 許建英 | 姜大振 | 扶餘農高幫，運動神經發達、小學起就開始練摔角，外號「上川里鐵鎚」，與秉泰同班。                                       |
| 朴建柱 | 曹商祐 | 扶餘農高幫，因為曾一拳打斷三個牙齒，所以外號「一三」，在農高幫經常聚會的酒吧打工。                                   |

### 其他人物
| 演員   | 角色   | 介紹 |
| 徐鉉哲 | 張學壽 | 秉泰的父親，因經營非法的舞蹈教室，已經第五次連夜舉家遷逃。但不死心的他，仍再次計劃以文化事業的名義為扶餘的農民安排舞蹈課程。 |
| 朱仁英 | 美英   | 秉泰的母親，被秉泰的爸爸纏住說是讓她一輩子都跳舞，卻承擔了全家的生計。她在送養樂多時，唯一目標就是將秉泰扶養成人。           |
| 鄭允在 | 朴鐘民 | 外號「鉗子」，扶餘工高的小混混。追求善花不成反惱羞成怒，三番二次伙同其他人來挑釁農高幫。                                     |
| 尹泰河 | 全政裴 | 外號「三角尺」，扶餘工高小混混的頭頭。                                                                                       |
| 鄭愛妍 | 韓美花 | 景泰的母親，丈夫去世後獨自扶養著景泰，來到扶餘新開業「美美麵包店」。                                                         |

## 製作
在策劃初期，包括演員試鏡的前期製作，暫定劇名為《臥虎藏龍》，隨後於正式製作階段正名為《少年時代》，2023年8月公開作品並公佈任時完、李先彬的官方選角。任時完在拍攝前參加了三個月的忠清方言課程，並與舞蹈家崔孝真（효진초이）進行特訓學習80年代流行的舞蹈。全劇拍攝期僅有三個月，但準備期長達七個月，意謂主演群必須夠信任製作團隊，才願意等待如此之久。
由於劇中所有角色都使用方言，不僅拍攝現場流行各種腔調，連外景都是山、稻田、農地、果園。比起從無到有的CG，必須要刪去現代物品才是關鍵，從山上的基地台、道路、甚至是門牌與電話亭，都要改為舊式的道具及佈景。
但實際拍攝地是在李明佑導演的故鄉江原道進行，希望透過影視將人文美景傳遞出去。李明佑受訪時表示「想製作差異化作品」的初衷，希望透過獨特的人物、變幻莫測的故事、痛快的動作戲、精彩的對話，展現與生俱來的喜劇感，帶來令人過癮的「忠清式」笑聲。
本劇於最後一集以圖配文的模式，標記了主要配角與工作人員、以及手寫的心情留言等的片尾字幕，可見令人感動的創作者誠意。
2024年1月9日，韓國媒體OSEN獨家報導《少年時代》第二季的劇本正進行編寫中。據悉，製作組將考慮是將第一季的故事延續，還是將重點放在沒有展現過的「黑蜘蛛」的過往。由於平台仍確認為Coupang Play，且第一季僅用很短的時間就與觀眾見面，故預計以今年內播出為目標。
但2025年6月20日Coupang Play才正式宣布第二季確定製作，將是與第一季不同的新故事。

## 迴響
《少年時代》在韓國僅於單一平台上線，每週播出二集。與首播週相比，第3、4集公開後總觀看量增長了420%；第5、6集公開後總觀看量增加了934%；第7、8集公開後總觀看量再增至1938%；最後一週第9、10集公開後總觀看量增幅高達2914%，且連續五週佔據Coupang Play人氣第一名、Naver最常搜索的電視劇第一名、以及OTT搜尋及推薦平台Kinolights OTT綜合排名整體第一名，帶來了熱潮。
百想藝術大賞評委暨大眾文化評論家鄭德賢（정덕현）表示，《少年時代》用忠清道方言營造了整部劇的情感。在1989年校園暴力屢見不鮮的黑暗歲月，因方言成為喜劇般的笑點，被打的時候也有幾分輕鬆、假裝堅強的時候又有些邋遢，造就了該劇獨特的幽默。
靈魂人物「張秉泰」，眼神沒有狂氣只有怯懦以及窩囊的表情，任時完把自己完全投入到這個不斷崩壞的角色中還需下苦功學習方言，付諸的努力可想而知，與角色貼合的演技更令人讚嘆感覺除了他以外想不到其他人能飾演。
任時完1988年生已經35歲以上，飾演20歲或高中生毫不違和，除了童顏也要有卓越的演技支撐，才能避免讓觀眾感到尷尬。而大眾似乎已忘了任時完是愛豆出身的，通過眾多作品給人們留下深刻的印象，作為代表年輕男演員的演技派站穩腳跟，《少年時代》將更進一步提升他的價值—詮釋著比同輩任何一個演員更寬泛的「年輕」，彰顯著戲路的擴充性。 繼《未生》的真摯、《不汗黨：地下秩序》的強烈、《緊急迫降》的癲狂之後，任時完的喜劇也拿到及格分並持續構築零缺點的演技領域。

## 分集劇情
| 集數 | 標題                        | 首播日期       | 片長   |
| --- | --------------------------- | -------------- | ------ |
| 1 | 臥虎藏龍 傳說的開始         | 2023年11月24日 | 54分鐘 |
| 從小被「揍」到大的秉泰，因為爸爸，全家又被迫從溫陽搬家到扶餘。轉學第一天被誤認為是傳說中的牙山白虎，而受到新學校小混混們的熱烈歡迎。 |                             |                |        |
| 2 | 親愛的 請別過江             | 2023年11月24日 | 50分鐘 |
| 成為學校老大的秉泰，平生第一次嚐到身處食物鏈頂端的滋味。雖然內心不斷掙扎想說出真相也差點露出馬腳，但權力的美好與美麗的誤會讓他一再錯過開口的時機。與此同時，鄭景泰在醫院醒過來了…                                                        |                             |                |        |
| 3 | 誰也阻止不了他們            | 2023年12月1日  | 52分鐘 |
| 失去美人芳心的工業高中小混混「鉗子」來農高尋仇，打傷了很多農高幫人讓他們顏面盡失。鐵弘要秉泰幫他們報仇，秉泰意外得到靈感借力使力打贏工高，更成功贏得美人歸。                                                                             |                             |                |        |
| 4 | 春天結束了                  | 2023年12月1日  | 52分鐘 |
| 鄭景泰轉學到扶餘農高，還意外救了尾隨而來的秉泰，原來景泰遭撞傷後失憶了，可秉泰還是很怕自己是冒牌貨被拆穿，於是一直故意接近他。農高幫為了玩樂要和同學們收取保護費，秉泰以自身之痛喝斥阻止，但與善花的約會卻因不夠花用而叫農高幫幫忙籌錢。 |                             |                |        |
| 5 | 愛情與戰爭                  | 2023年12月8日  | 57分鐘 |
| 真的牙山白虎醒來了！秉泰為了還錢給景泰去打工，與學校的弱小份子愈走愈近。景泰明目張膽地覬覦著美麗的善花，不僅私下出遊還親了她，讓目睹的秉泰氣極敗壞，本想借農高幫之手修理他，卻反被景泰當眾露出真面目。                                   |                             |                |        |
| 6 | 所有的，所有的地方 一次搞定 | 2023年12月8日  | 53分鐘 |
| 在學生會長競選儀式上，秉泰的真面目當眾被拆穿，難堪的落荒而逃…人財兩失的他，又回到整天被揍的溫陽懦夫。景泰要秉泰負責收班上的保護費，被逼急的秉泰竟對朋友犯下大錯！                                                                        |                             |                |        |
| 7 | 即使討厭也要再一次          | 2023年12月15日 | 61分鐘 |
| 看不慣景泰作為的智英出手教訓了他。而秉泰為了生存，第一步就是推舉景泰當學生會長、第二步就是籌到景泰派對基金10萬韓元。但好不容易賺來的錢卻被善花騙走去買景泰的生日禮物，也意外選上學生會長！惱羞成怒的景泰把秉泰揍到住院…                  |                             |                |        |
| 8 | 報仇血戰                    | 2023年12月15日 | 55分鐘 |
| 挾怨報復的景泰檢舉了秉泰的爸爸讓他進警察局。秉泰向智英拜師，開始鍛鍊自己並進行20天的特訓。回到學校的秉泰，明顯讓人感覺到不一樣了。景泰設計秉泰約智英出來，卻把她打的一身傷，秉泰立志要與他同歸於盡！                                     |                             |                |        |
| 9 | 犯規王                      | 2023年12月22日 | 47分鐘 |
| 秉泰與智英共同策劃出可以「奇襲」農高幫的方法！在成功撂倒英豪、大振、承虎後，蒙面的秉泰也快露餡了。智英勸秉泰是否要收手，秉泰堅持要打倒暴力循環的核心--鄭景泰！                                                                           |                             |                |        |
| 10 | 六龍飛天                    | 2023年12月22日 | 60分鐘 |
| 「青龍」繼續擊倒商祐與鐵弘後，終於剩下最後的目標！秉泰設計故意讓出學生會會長給景泰，打算在慶功宴上把他灌醉後再使用團體戰術，可惜最後仍是讓他逃掉了。在一陣子暴風雨前的寧靜後，「白虎」終於伸出利爪反撲了…                                |                             |                |        |

## 原聲帶
- Part.1（發行日期：2023年11月24日）[38]

| 曲序 | 曲目                 | 演唱   | 时长 |
| ---- | -------------------- | ------ | ---- |
| 1.   | 鋌而走險（이판사판） | Norazo | 2:56 |
| 2.   | 鋌而走險（Inst.）    |        | 2:56 |

- Part.2（發行日期：2023年12月1日）[39]

| 曲序 | 曲目                      | 演唱  | 时长 |
| ---- | ------------------------- | ----- | ---- |
| 1.   | When I was young          | Munan | 3:50 |
| 2.   | When I was young（Inst.） |       | 3:50 |

- Part.3（發行日期：2023年12月8日）[40]

| 曲序 | 曲目                         | 演唱 | 时长 |
| ---- | ---------------------------- | ---- | ---- |
| 1.   | 深夜的我們（깊은 밤에 우리） | More | 3:58 |
| 2.   | 深夜的我們（Inst.）          |      | 3:58 |

- Part.4（發行日期：2023年12月23日）[41]

| 曲序 | 曲目                         | 演唱   | 时长 |
| ---- | ---------------------------- | ------ | ---- |
| 1.   | Take Me Home（테이크 미 홈） | 任時完 | 3:41 |
| 2.   | Take Me Home（Inst.）        |        | 3:41 |

## 獎項榮譽
| 年度   | 頒獎典禮                      | 獎項                        | 入圍者   | 結果 | 參            |
| 2024年 | 第60屆百想藝術大獎            | 電視部門 導演賞             | 李明佑   | 提名 | [ 43 ]        |
| 2024年 | 第60屆百想藝術大獎            | 電視部門 男子最優秀演技賞   | 任時完   | 提名 | [ 43 ]        |
| 2024年 | 第60屆百想藝術大獎            | 電視部門 男子新人演技賞     | 李施優   | 提名 | [ 43 ]        |
| 2024年 | 第3屆青龍系列大獎             | 電視劇部門 男主角賞         | 任時完   | 獲獎 | [ 44 ] [ 45 ] |
| 2024年 | 第3屆青龍系列大獎             | 電視劇部門 新人男演員賞     | 李施優   | 提名 | [ 44 ] [ 45 ] |
| 2024年 | 第6屆亞洲內容大獎&全球OTT大獎 | 最佳OTT原創劇集             | 少年時代 | 獲獎 | [ 46 ]        |
| 2024年 | 第6屆亞洲內容大獎&全球OTT大獎 | 最佳男主角                  | 任時完   | 提名 | [ 47 ]        |
| 2024年 | 第15屆韓國電視劇節            | 最優秀男演員獎              | 任時完   | 獲獎 | [ 48 ]        |
| 2024年 | 第15屆韓國電視劇節            | 最佳新人男演員              | 李施優   | 獲獎 | [ 48 ]        |
| 2024年 | 第15屆韓國電視劇節            | 最佳新人女演員              | 姜惠元   | 獲獎 | [ 48 ]        |
| 2024年 | 第10屆APAN Star Awards        | 作品獎                      | 少年時代 | 提名 | [ 49 ]        |
| 2024年 | 第10屆APAN Star Awards        | 導演獎                      | 李明佑   | 獲獎 | [ 50 ]        |
| 2024年 | 第10屆APAN Star Awards        | 中篇連續劇 男子最優秀演技獎 | 任時完   | 提名 | [ 49 ]        |
| 2024年 | 第10屆APAN Star Awards        | 男子演技獎                  | 徐鉉哲   | 獲獎 | [ 50 ]        |
| 2024年 | 第10屆APAN Star Awards        | 男子新人獎                  | 李施優   | 提名 | [ 49 ]        |
| 2024年 | 第10屆APAN Star Awards        | 男子新人獎                  | 金政振   | 獲獎 | [ 50 ]        |
| 2024年 | 第10屆APAN Star Awards        | 女子新人獎                  | 姜惠元   | 提名 | [ 49 ]        |

## 外部連結
- 在Coupang Play上觀看《少年時代》
- Daum上《少年時代》的資料
- 豆瓣电影上《少年時代》的資料 （简体中文）
- 《少年時代》在HanCinema的页面（英文）

| 臺灣 龍華偶像台 週末 21:00 - 22:00 | 臺灣 龍華偶像台 週末 21:00 - 22:00       | 臺灣 龍華偶像台 週末 21:00 - 22:00 |
| ---------------------------------- | ---------------------------------------- | ---------------------------------- |
|                                    | 少年時代 （2024年2月17日—2024年3月24日） |                                    |
| 36題愛上你                         | 聖水洞之吻                               |                                    |